# Висковатов, Александр Васильевич
Алекса́ндр Васи́льевич Вискова́тов (22 апреля [4 мая] 1804 — 27 февраля [11 марта] 1858, Санкт-Петербург) — русский военный историк; генерал-майор.

## Биография
Родился 22 апреля (4 мая) 1804 года.
Окончил 1-й кадетский корпус. Служил в артиллерии; первый офицерский чин получил 16 мая 1824 года. Затем служил в ведомстве путей сообщения, гидрографическом депо Морского министерства и в ведомстве военно-учебных заведений. В 1841 году награждён орденами Св. Станислава 2-й степени, в 1848 — Св. Анны 2-й степени ( в следующем году получил императорскую корону к ордену), в 1850 — орденом Св. Владимира 3-й степени, в 1852 — прусским орденом Красного орла 2-й степени.
Скончался 27 февраля (11 марта) 1858 года. Похоронен на Смоленском православном кладбище; вместе с ним в 1909 году была похоронена внучка Мария Николаевна Крыжановская.

## Семья
Жена: Паулина Фёдоровна, урождённая Багговут (1805—1869), дочь Фредрика Якоба Багговута (1766—1819) и Якобины Вильгельмины Багговут (1775—1807). Их дети:
- Михаил (03.09.1830—?)
- Василий (28.03.1832 — не ранее 1875), статский советник
- Александр (02.07.1833—28.12.1906), полковник
- Николай (1835—1903), генерал-майор
- Константин (1837—1906), помощник статс-секретаря Государственного совета
- Владимир (15.10.1838—19.04.1917[4]), дочь Любовь (1862—1946) вышла замуж за И. К. Багговута
- Мария (15.10.1838—?)
- Павел (1842—1905), заслуженный профессор
- Валериан (1845—1886), писатель